# Distant Worlds
Distant Worlds là một wargame đại chiến lược do Code Force phát triển và Matrix Games phát hành. Trò chơi được phát hành vào ngày 25 tháng 3 năm 2010. Ba bản mở rộng tiếp theo, Return of the Shakturi, Legends và Shadows lần lượt được phát hành vào năm 2010, 2011 và 2013. Trò chơi xuất hiện trên nền tảng Steam vào ngày 23 tháng 5 năm 2014 dưới cái tên Distant Worlds: Universe, tập hợp bản game gốc và tất cả các bản mở rộng vào một bản duy nhất có nội dung mới.

## Lối chơi
Trò chơi có tới 1.400 hệ thống sao, với tối đa 50.000 hành tinh, mặt trăng và tiểu hành tinh trong quá trình chơi. Sự khác biệt chính từ các game khác thuộc thể loại này là quy mô rộng lớn, cùng với hệ thống tự động hóa nhiệm vụ giúp người chơi quản lý đế chế của mình dễ dàng hơn.

## Đón nhận
Distant Worlds nhận được đánh giá tích cực khi phát hành. RTSguru đã chấm cho game 8/10 điểm, ca ngợi khả năng chơi lại và các thiên hà lớn, đồng thời chuyển hướng một số lời chỉ trích về giao diện người dùng và đồ họa. Gamesquad đã thưởng 8.0/10 điểm, ca ngợi các tùy chọn tự động hóa và hệ thống kinh tế của trò chơi. Tuy nhiên, họ bày tỏ một số lo ngại đối với phần hướng dẫn của game, nói rằng "trong khi game giúp người chơi mới với giao diện người dùng hiệu quả và hai hướng dẫn, người chơi vẫn cảm thấy như trò chơi nhét anh ta vào một bộ quần áo phi hành gia, cho anh ta một cái vỗ nhẹ vào lưng và đá văng anh ta ra khỏi chốt gió để tự bảo vệ mình." Metacritic ghi được số điểm trung bình có sức thuyết phục là 81/100 cho Distant Worlds: Universe.
Space Sector ban đầu có cảm xúc trái chiều dành cho game, cho 5.0/10 điểm. Trong khi ca ngợi sự rộng lớn của trò chơi, cuối cùng họ cảm thấy rằng giao diện, tốc độ lĩnh hội phóng đại, đồ họa mờ nhạt và một số triển khai thiết kế tồi đã khiến Distant Worlds "một game nhạt nhẽo, khô khan, áp đảo, nhàm chán và cuối cùng không thú vị để chơi". Nhà phê bình, Adam Solo, sau đó đã sửa đổi điểm số của game thành 8.8/10, nói rằng trò chơi đã được cải thiện rất nhiều sau khi một số bản vá lỗi và bản mở rộng đầu tiên của nó được phát hành.
Rock Paper Shotgun đã trao cho bản collection Distant Worlds: Universe giải thưởng Game Chiến lược Hay nhất năm 2014.